# Gerard Seghers

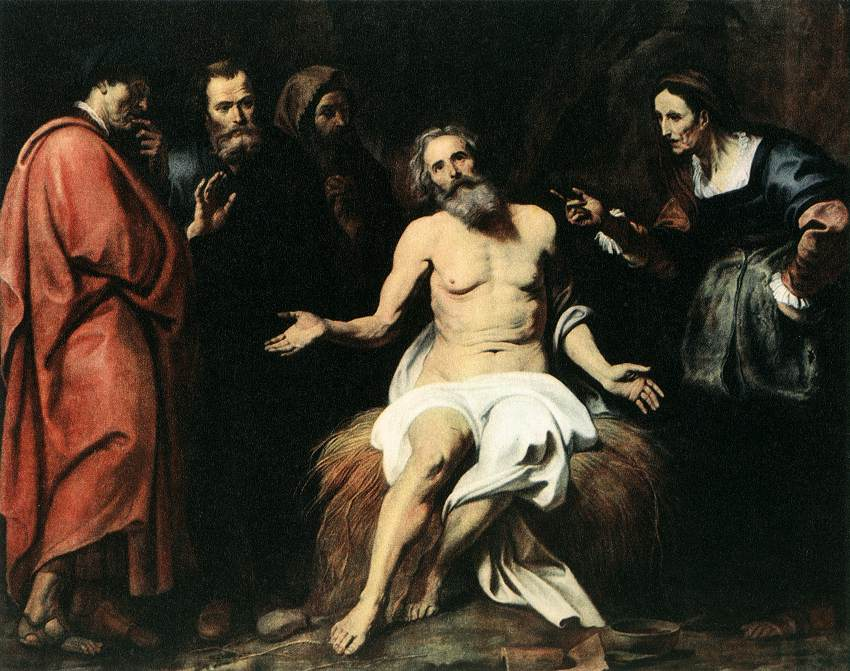
Gerard Seghers, Cierpiący Hiob

Gerard Seghers lub Zegers (ur. 17 marca 1591 w Antwerpii, zm. 18 marca 1651 tamże) – flamandzki malarz, kolekcjoner i handlarz sztuki, caravaggionista.
Wersje nazwiska: Seegers, Segars, Seger, Segers, Zegers, Zeghers
Naukę malarstwa rozpoczął prawdopodobnie u Caspara de Crayera St. (ur. 1551), ojca znanego malarza o tym samym nazwisku. Jako jego nauczycieli wymienia się też Abrahama Janssensa i Hendricka van Balena. Tytuł mistrza malarskiego otrzymał w 1608. Ok. 1613 wyjechał do Włoch. W Rzymie zetknął się z naśladowcami Caravaggia, głównie z Bartolomeo Manfredim. Z Włoch wyjechał do Hiszpanii, gdzie pracował dla króla Filipa III. Najpóźniej w 1620 wrócił do Antwerpii. W 1621 ożenił się z córką zamożnego kupca sukiennego.
Tuż przed 1630 zwrócił się ku manierze wzorowanej na Peterze Paulu Rubensie, bardziej stosownej do licznych zamówień klasztornych i kościelnych. Jego uczniami byli m.in.: Jan Miel i Thomas Willeboirts Bosschaert.

## Wybrane dzieła
- Biczowanie – Gandawa, Kościół św. Michała,
- Chrystus w domu Marty i Marii – Madryt, Prado,
- Cierpiący Hiob – Praga, Galeria Narodowa,
- Muzykanci – Irkuck, Regionalne Muzeum Sztuki,
- Pokłon Trzech Króli (1630) – Brugia, Kościół Onze-Lieve-Vrouw-ter-Potterie,
- Pokutująca Magdalena (1627-30) – Waszyngton, National Gallery of Art,
- Św. Hieronim – Lille, Musèe des Beaux-Arts,
- Św. Sebastian (1640-50) – St. Petersburg, Ermitaż,
- Wniebowzięcie (1629) – Calais, Kościół Notre-Dame,
- Zaparcie się św. Piotra – Raleigh, North Carolina Museum of Art,
- Zaparcie się św. Piotra (1625-29) – St. Petersburg, Ermitaż,
- Zmartwychwstanie Chrystusa – Paryż, Luwr.